# Enrique Pérez Lavado

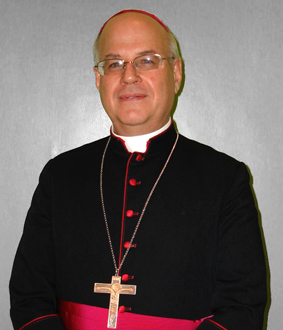
Enrique Pérez Lavado

Enrique Pérez Lavado (* 19. April 1951 in Maracaibo) ist ein venezolanischer Priester und Bischof von Maturín. 

## Leben
Enrique Pérez Lavado empfing am 1. April 1987 die Priesterweihe. Papst Johannes Paul II. ernannte ihn am 9. August 2003 zum Bischof von Maturín.
Die Bischofsweihe spendete ihm der Erzbischof von Ciudad Bolívar, Medardo Luis Luzardo Romero, am 31. Oktober desselben Jahres; Mitkonsekratoren waren Ubaldo Ramón Santana Sequera FMI, Erzbischof von Maracaibo, und César Ramón Ortega Herrera, Bischof von Barcelona.